# Liste der Monuments historiques in Serqueux (Haute-Marne)
Die Liste der Monuments historiques in Serqueux führt die Monuments historiques in der französischen Gemeinde Serqueux auf.

## Liste der Immobilien
| Bezeichnung       | Beschreibung                           | Standort                 | Kennzeichnung | Schutzstatus | Datum | Bild           |
| ----------------- | -------------------------------------- | ------------------------ | ------------- | ------------ | ----- | -------------- |
| Kirche St-Blaise  | ab dem 12. Jahrhundert                 | Rue de la Cour (Lage)    | PA00079239    | Inscrit      | 1988  | weitere Bilder |
| Maison Baude      | Bank und Kellerabgang, 18. Jahrhundert | 7 rue du Mont (Lage)     | PA00079240    | Inscrit      | 1942  | weitere Bilder |
| Maison Joly-Catel | Freitreppe, Bank und Kellerabgang      | 1 rue Fourgueneau (Lage) | PA00079241    | Inscrit      | 1942  | weitere Bilder |

## Liste der Objekte
| Bezeichnung                           | Beschreibung                                                         | Standort                       | Kennzeichnung | Schutzstatus | Datum | Bild |
| ------------------------------------- | -------------------------------------------------------------------- | ------------------------------ | ------------- | ------------ | ----- | ---- |
| Skulpturengruppe Unterweisung Mariens | Holz, farbig gefasst, 17. Jahrhundert                                | in der Kirche St-Blaise (Lage) | PM52001132    | Classé       | 1961  |      |
| Skulptur Erzengel Michael             | mit Skulpturennische; Holz, farbig gefasst, 18. Jahrhundert          | in der Kirche St-Blaise (Lage) | PM52001137    | Classé       | 1966  |      |
| Kanzel                                | Holz, 18. Jahrhundert                                                | in der Kirche St-Blaise (Lage) | PM52001138    | Classé       | 1966  |      |
| Skulptur Heiliger Blasius             | Stein, farbig gefasst, 16. Jahrhundert                               | in der Kirche St-Blaise (Lage) | PM52001131    | Classé       | 1961  |      |
| Skulptur eines heiligen Bischofs      | Holz, farbig gefasst und vergoldet, 18. Jahrhundert                  | in der Kirche St-Blaise (Lage) | PM52001133    | Classé       | 1961  |      |
| Chorgestühl und Wandvertäfelung       | Holz, 18. Jahrhundert                                                | in der Kirche St-Blaise (Lage) | PM52001135    | Classé       | 1961  |      |
| Pietà                                 | Stein, farbig gefasst, 16. Jahrhundert                               | in der Kirche St-Blaise (Lage) | PM52001130    | Classé       | 1961  |      |
| Hauptaltar                            | Tabernakel, Exposition und Retabel; Holz, vergoldet, 18. Jahrhundert | in der Kirche St-Blaise (Lage) | PM52001134    | Classé       | 1961  |      |
| Skulptur Erzengel Gabriel             | Holz, farbig gefasst, 18. Jahrhundert                                | in der Kirche St-Blaise (Lage) | PM52001136    | Classé       | 1966  |      |